# Parque nacional del Gargano

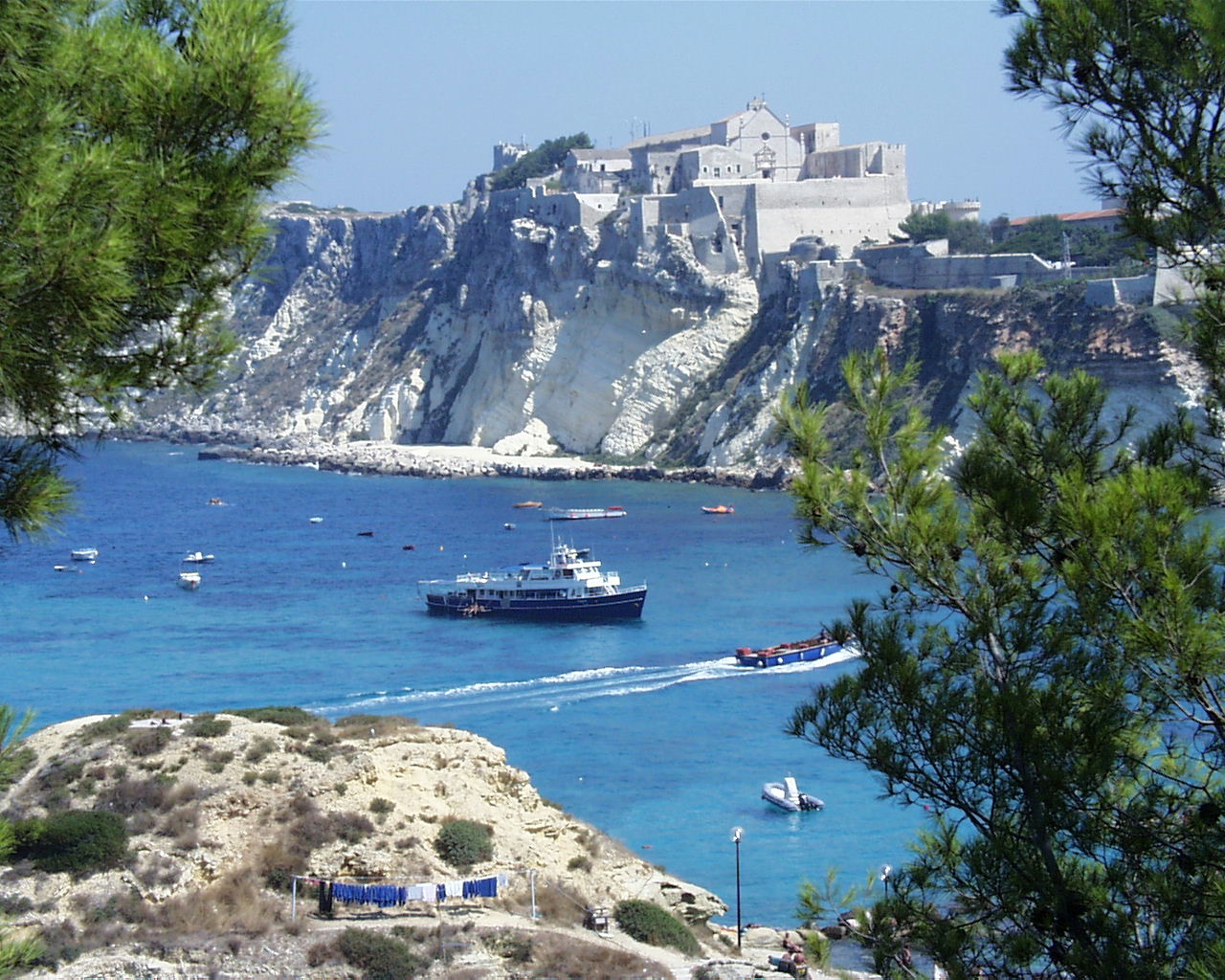
La isla San Domino.

El Parque Nacional del Gargano es un parque italiano situado frente al monte Gargano. fue instituido con el artículo 34 de la ley del 6 de diciembre de 1991 n. 394. Se extiende por 118 144 hectáreas (es una de las áreas protegidas más extensas). Forman parte del parque el archipiélago Tremiti (reserva marina)